# Pesca na Andaluzia

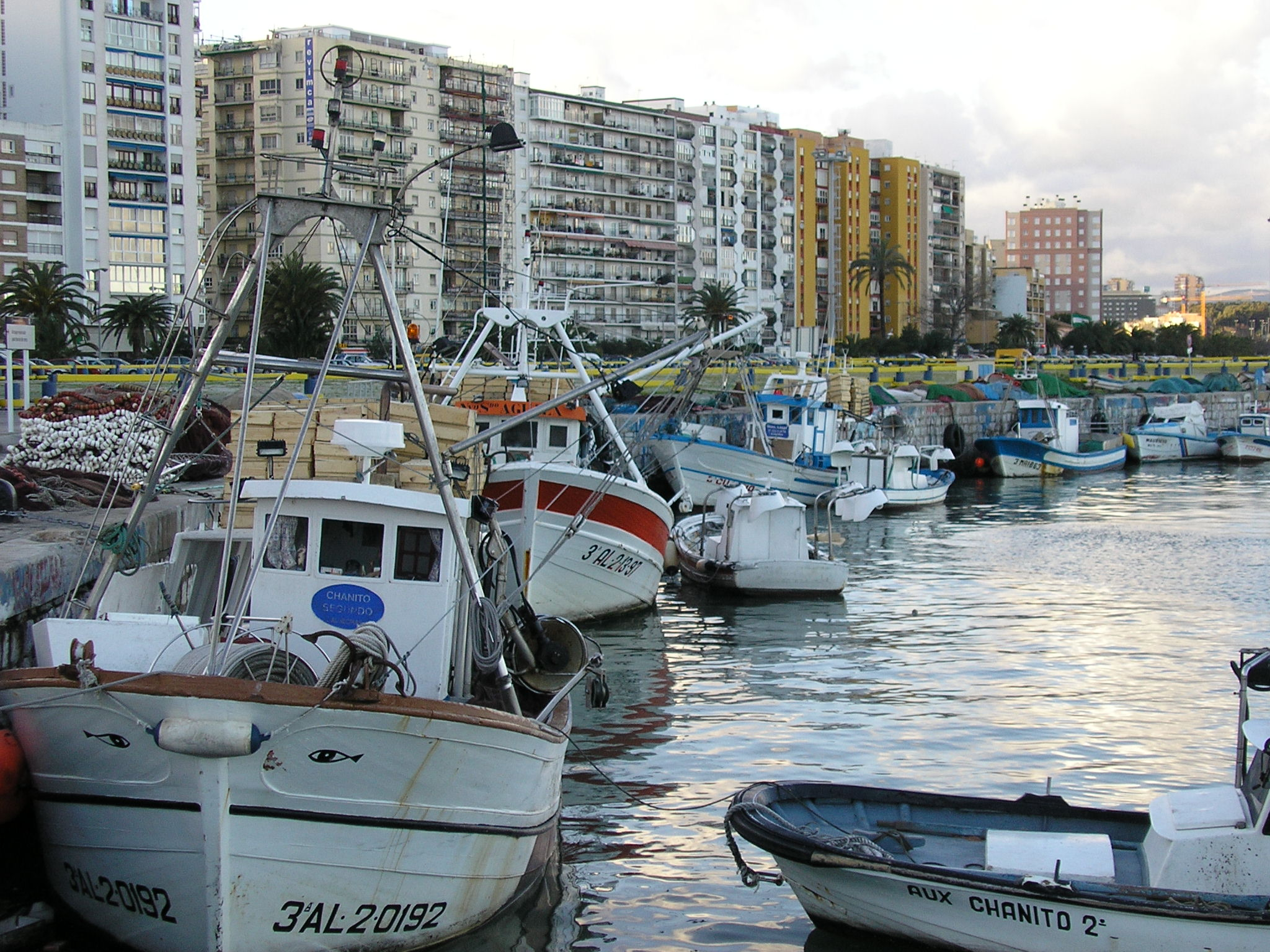
Porto pesqueiro em Algeciras

A pesca é uma atividade tradicional na costa da Andaluzia, que fornece um componente essencial na dieta dos andaluzes. A frota de pesca é o segundo maior da Espanha, com uma área de pesca extensiva, que excede as águas da Andaluzia. 
Em 2006, a frota de pesca na Andaluzia tinha  2 042 barcos e 9 812 tripulantes. Esse ano a produção atingiu os 70,6 milhões de quilos e o valor da captura de 156,8 milhões de euros.

## Evolução histórica
A pescaria começou nos tempos pré-históricos, quando a exploração de moluscos e outras espécies foi de grande importância à alimentação. Isso é demonstrado pelos numerosos achados de arpões, anzóis e outros instrumentos de pesca. Mais adiante, a pesca aparece como uma das atividades características do litoral da Bética (Andaluzia), em que as numerosas fábricas de salga de peixe (garum) adquiriram grande fama. Já durante a Idade Média e Moderna a pesca do atum em almadrava/almadraba foi de grande relevância.
Até praticamente a Idade Contemporânea, a pesca era uma das poucas atividades capazes de sustentar a população devido a insalubre desses espaços no caso do litoral Atlântico e do problema da pirataria mourisca na costa do Mediterrâneo.
No século XVI, as empresas industriais espanholas favorecidas com privilégios e isenções para a utilização integral dos recursos e, aliás, revertidas para a Coroa o movimento do -mais ágil- capital privado, uma vez importados da França os conceitos de livre comércio e mercantilismo emergente, empresas catalães e levantinas introduziram nas costas da Andaluzia, especialmente em Cádis e Huelva, técnicas de pesca de arrasto ou arte do bou (também boi, do catalão bou e este da mesma origem que boilu, do latim boilius, lançar a rede para pescar, pois se assemelha ao arado puxado por bois, ou seja, rasgadores do fundo do mar).